# ハンス・ホルバイン (父)
ハンス・ホルバイン (父)(Hans Holbein der Ältere, 1460年 - 1524年)は、ドイツ出身の画家である。彼と彼の兄弟ジギスムントはゴシック・スタイルの宗教画を得意とした。彼はドイツ絵画をルネサンス・スタイルに変換したリーダー的存在であった。
ホルバインはまた、木版画家、挿絵画家でもあった。彼の作品としてデジデリウス・エラスムスの「痴愚神礼讃」の挿絵がよく知られている。
同名の息子ハンス・ホルバイン (子)も、もう一人の息子アンブロシウスも著名な画家である。

## 略歴
アウグスブルクで革職人の息子に生まれた。弟のジークムント・ホルバイン（Sigmund Holbein: c.1470-1540）も画家になった。修行時代についてはほとんど知られていないがケルンやオランダでも修行したと考えられている。1493年からアウグスブルクに工房を開き、弟もその工房で働き、ウルムやフランクフルト・アム・マイン、アルザスで働いた。1517年に、アウグスブルクを離れアルザスのイーゼンハイム(Issenheim)に移り、おそらく1524年にイーゼンハイムかバーゼルで亡くなった。

## 作品

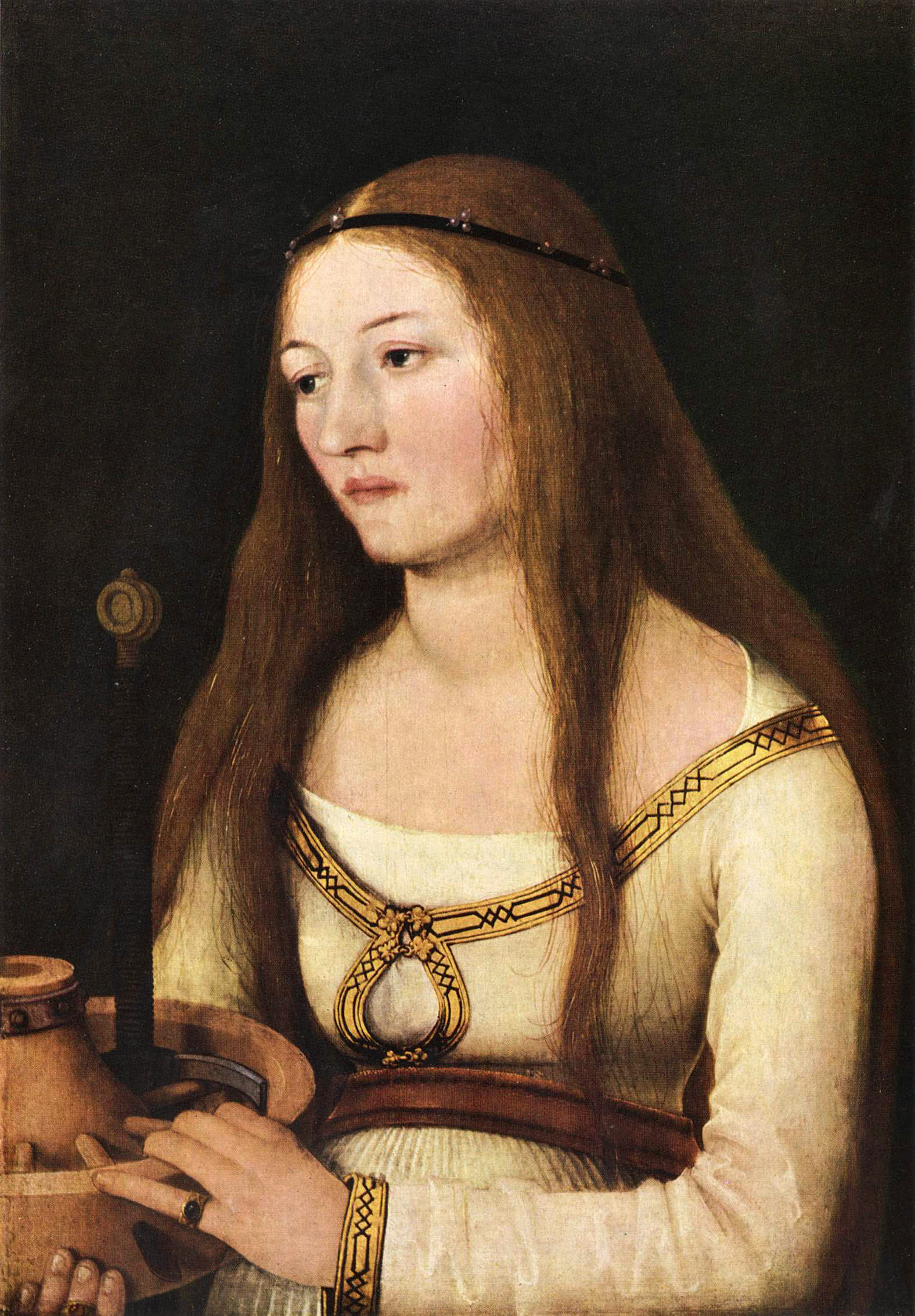
「婦人像」
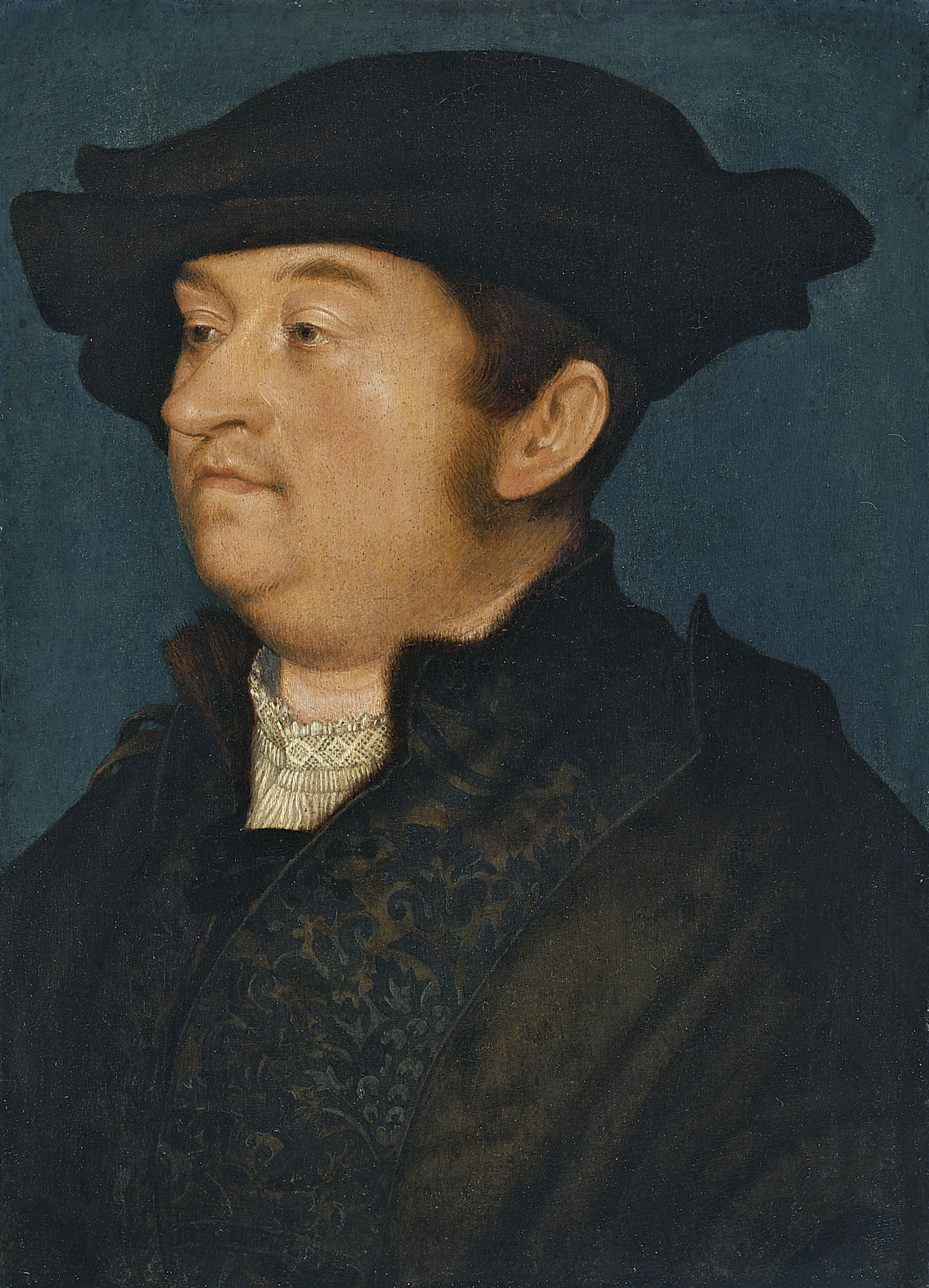
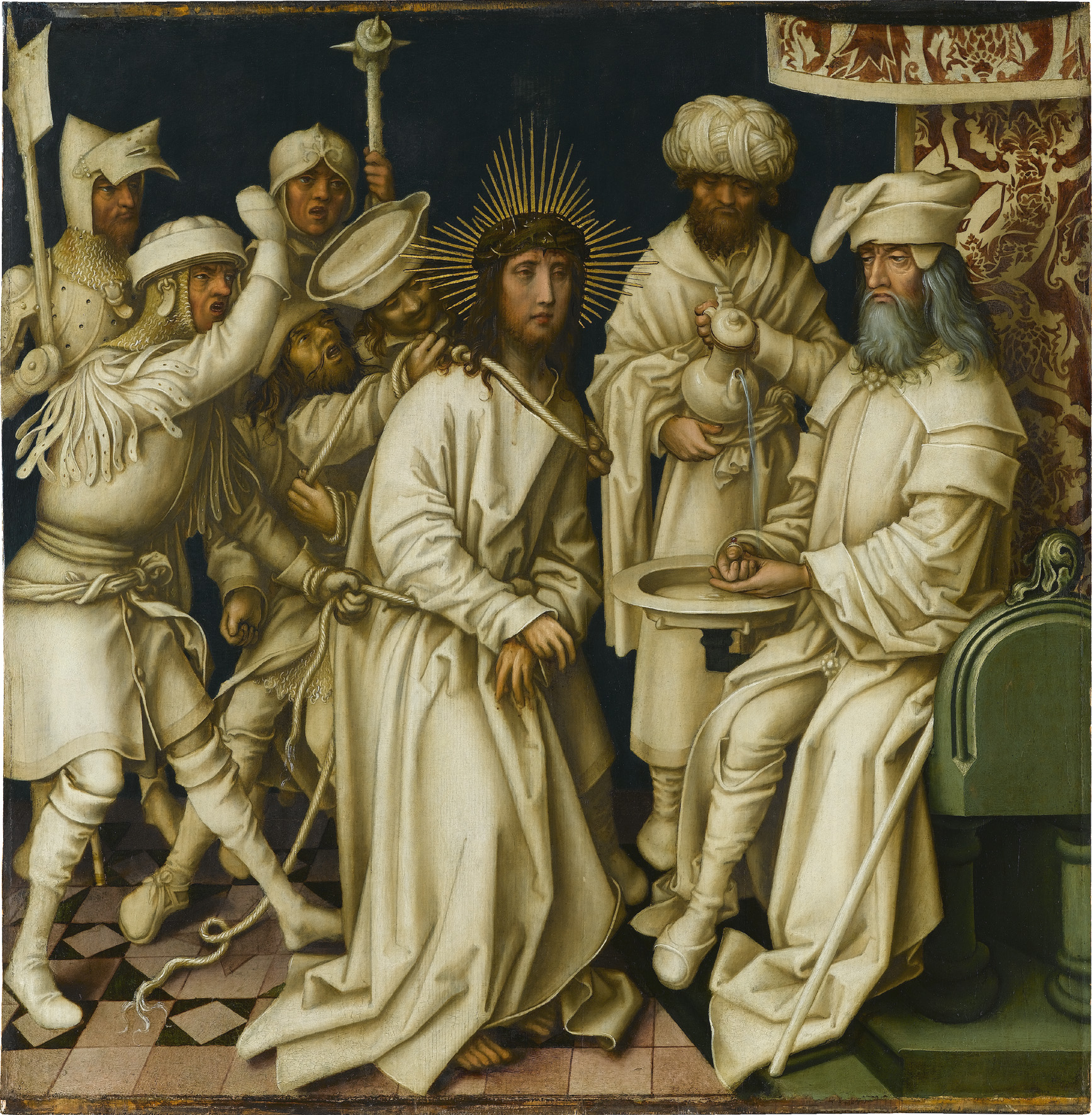
「ピラト」
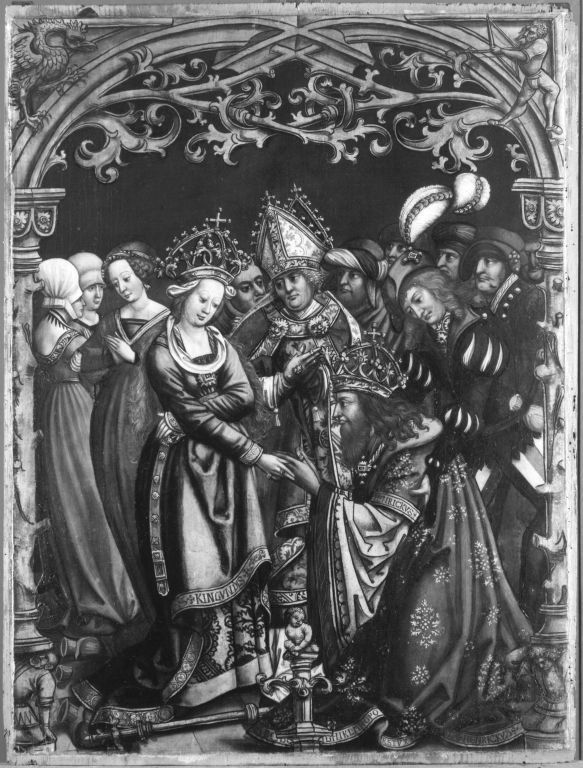